# Konzulat Republike Slovenije v Manili
Konzulat Republike Slovenije v Manili je diplomatsko-konzularno predstavništvo (konzulat) Republike Slovenije s sedežem v Manili (Filipini).
Trenutni častni konzul je Felix Ang.